# Tty
ttyとは、標準入力となっている端末デバイス（制御端末、controlling terminal）ファイルのパス名を表示するUnix系のコマンドである。元来ttyとはteletypewriter（テレタイプライター）のことを指す。
例えば、SSH などを経由し、Unix98 PTY の擬似端末に接続している状況で tty を実行すると、以下のような表示が返される。
```
% tty
/dev/pts/1
```